# Erioneuron
Erioneuron Nash é um género botânico pertencente à família Poaceae, subfamília Chloridoideae, tribo Eragrostideae.
Suas espécies ocorrem na América do Norte e América do Sul.

## Sinônimo
- Dasyochloa Rydb.

## Espécies
- Erioneuron avenaceum (Kunth) Tateoka
- Erioneuron grandiflorum (Vasey) Tateoka
- Erioneuron nealleyi (Vasey) Tateoka
- Erioneuron pilosum (Buckley) Nash
- Erioneuron pulchellum (Kunth) Tateoka